# Rettenetes nyílméregbéka
A rettenetes nyílméregbéka (Phyllobates terribilis) a kétéltűek (Amphibia) osztályának békák (Anura) rendjébe, ezen belül a nyílméregbéka-félék (Dendrobatidae) családjába tartozó faj. Egyesek terráriumban tartják, ilyenkor az állat által termelt méreg mennyisége csökken.

## Előfordulása
Kolumbia területén honos.

## Megjelenése
A legerősebb mérgű békafaj. Mérge elegendő tíz ember vagy 20 000 egér megmérgezéséhez. A kifejlett nőstények 40-50 milliméter hosszúak, a hímek ennél valamivel kisebbek 38-45 milliméteres testhosszukkal. Általában élénksárga színűek, de lehetnek narancsos vagy szürkés árnyalatúak.

## Életmódja
Talajlakó élőlény, elsősorban hangyákkal táplálkozik. Egyesek szerint az ezen hangyafajok által termelt mérgező anyagok szükségesek ahhoz, hogy az állat bőre mérget válasszon el.

## Szaporodása
A hím, ha szaporodásra képes, azaz petéktől domborodó testű nőstényt lát, néhány másodpercig tartó trillázó hangot ad ki, ennek a neve távoli hívó hang. A nőstény 5-25 petét rak le a párzást követően.